# ألكيسي سيريبرياكوف
ألكيسي سيريبرياكوف (الروسية: Алексей Валерьевич Серебряков) هو ممثل روسي وكندي (وحمل سابقاً جنسية الاتحاد السوفيتي)، ولد في 3 يوليو 1964 بموسكو في روسيا. بدأ مشواره المهني سنة 1978، ومن الجوائز التي نالها فنان الشعب الروسي.

## أعمال

### مسلسلات
- مكمافيا

## جوائز
- فنان الشعب الروسي

## وصلات خارجية
- ألكيسي سيريبرياكوف على موقع IMDb (الإنجليزية)
- ألكيسي سيريبرياكوف على موقع قاعدة بيانات الأفلام العربية
- ألكيسي سيريبرياكوف على موقع ألو سيني (الفرنسية)
- ألكيسي سيريبرياكوف على موقع ألو سيني (الفرنسية)
- ألكيسي سيريبرياكوف على موقع تيرنر كلاسيك موفيز (الإنجليزية)
- ألكيسي سيريبرياكوف على موقع تيرنر كلاسيك موفيز (الإنجليزية)
- ألكيسي سيريبرياكوف على موقع أول موفي (الإنجليزية)
- ألكيسي سيريبرياكوف على موقع قاعدة بيانات الأفلام السويدية (السويدية)
- ألكيسي سيريبرياكوف على موقع قاعدة بيانات الفيلم (الإنجليزية)
- ألكيسي سيريبرياكوف على موقع ليتربوكسد (الإنجليزية)